# Мечеть села Биринджи Нюгеди
Мечеть села Биринджи Нюгеди (азерб. Birinci Nügədi kənd məscidi) — мечеть XIX века, расположенная в селе Биринджи Нюгеди Губинского района Азербайджанской Республики.

## История
Мечеть Биринджи Нюгеди была построена в начале XIX века из сырцового кирпича, а минарет, высотой в 15 метров - из красного кирпича. Минарет был построен примерно на 10-13 лет раньше мечети. Сначала он строился одновременно с мечетью, однако позже выяснилось, что мечеть была маленькой, и она была снесена и заменена нынешней.
На каменной плите на минарете написаны следующие слова:
Этот минарет был построен в месяц раджаб в 1316 году по хиджри - лунному календарю". Внизу каменной таблички написано: "Спешите помолиться, прежде чем пожалеете, и поспешите каяться, прежде чем умрете. Этот минарет построил Шариф Хаджа-Хаджи-Мухаммад
Другая каменная табличка, на левой стороне минарета, гласит:
Эта мечеть была построена Молла Заки, сыном Солбана.
После советской оккупации, в 1930 г., мечеть использовалась как киноклуб, тренажерный зал и склад, а окружающие кельи были отданы под детский сад. Во время эксплуатации в качестве склада, деревянные полы мечети были снесены и заменены каменным покрытием. В 1986 году, из-за эрозии, крыша мечети была отремонтирована, и обновлены внешние фасады, однако ремонт внутри не производился. После обретения Азербайджаном независимости, мечеть была восстановлена. Однако, в настоящее время, здание находится в чрезвычайном состоянии.
Религиозная община мечети зарегистрирована в Госкомитете.

## Галерея

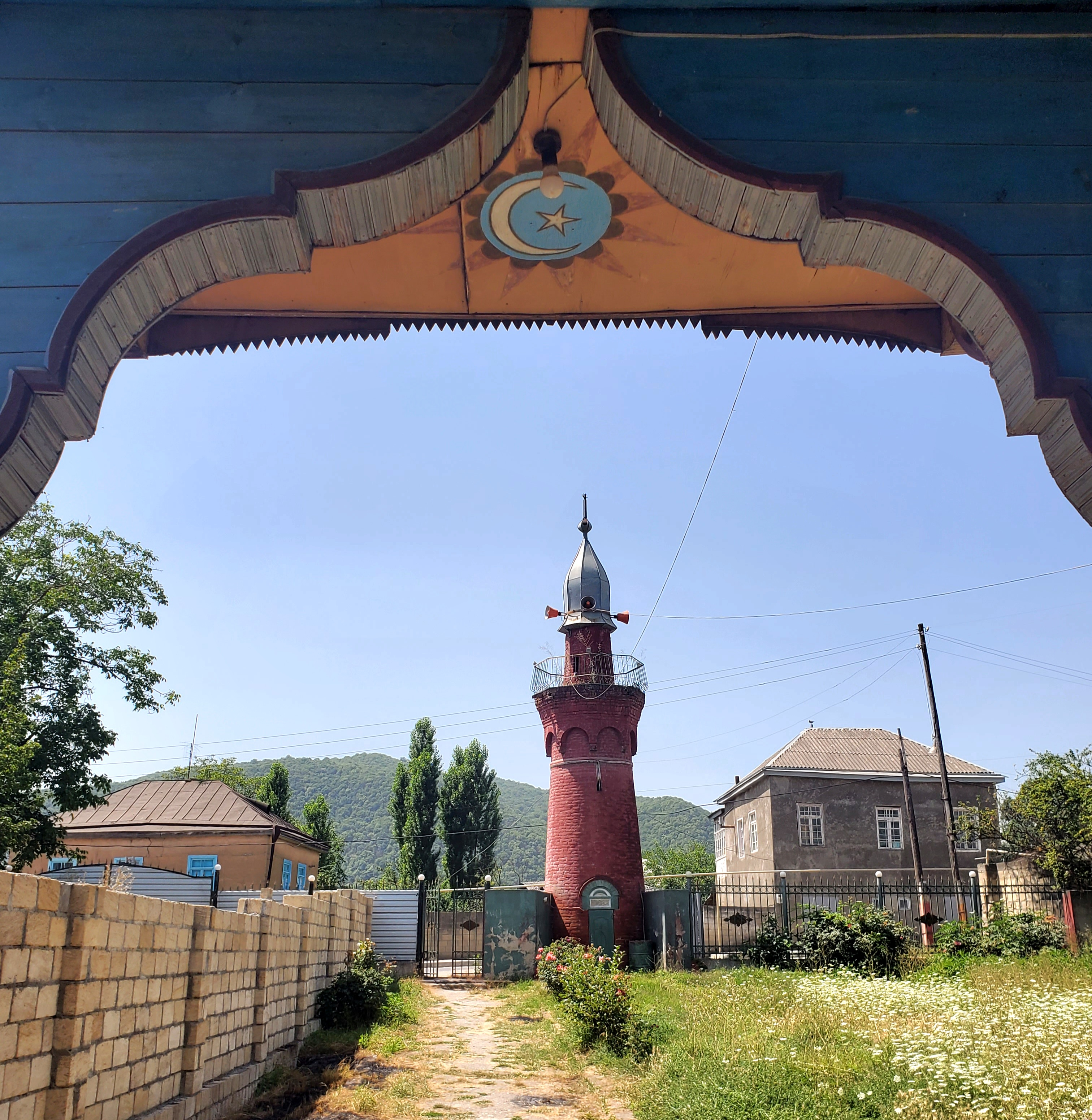
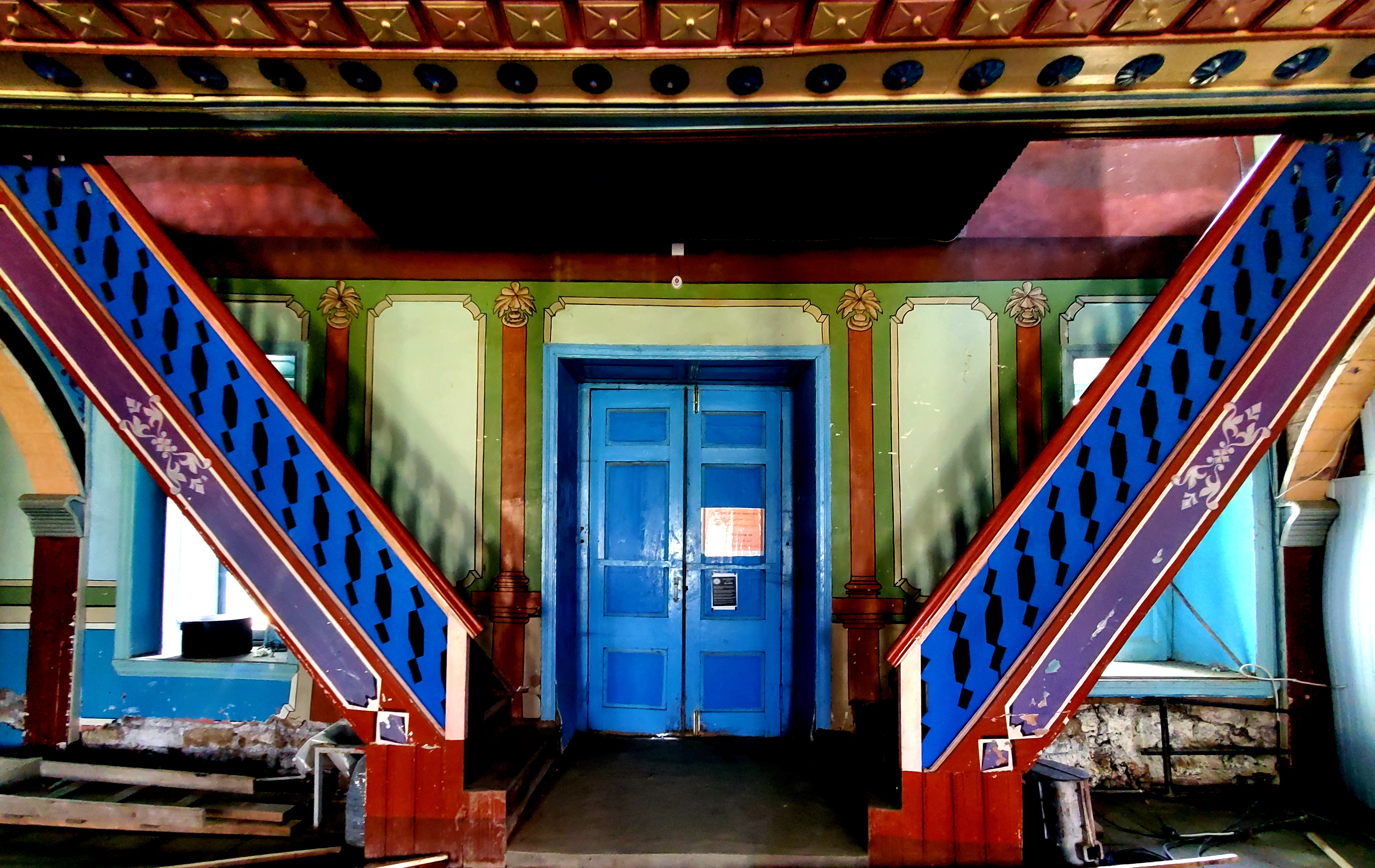
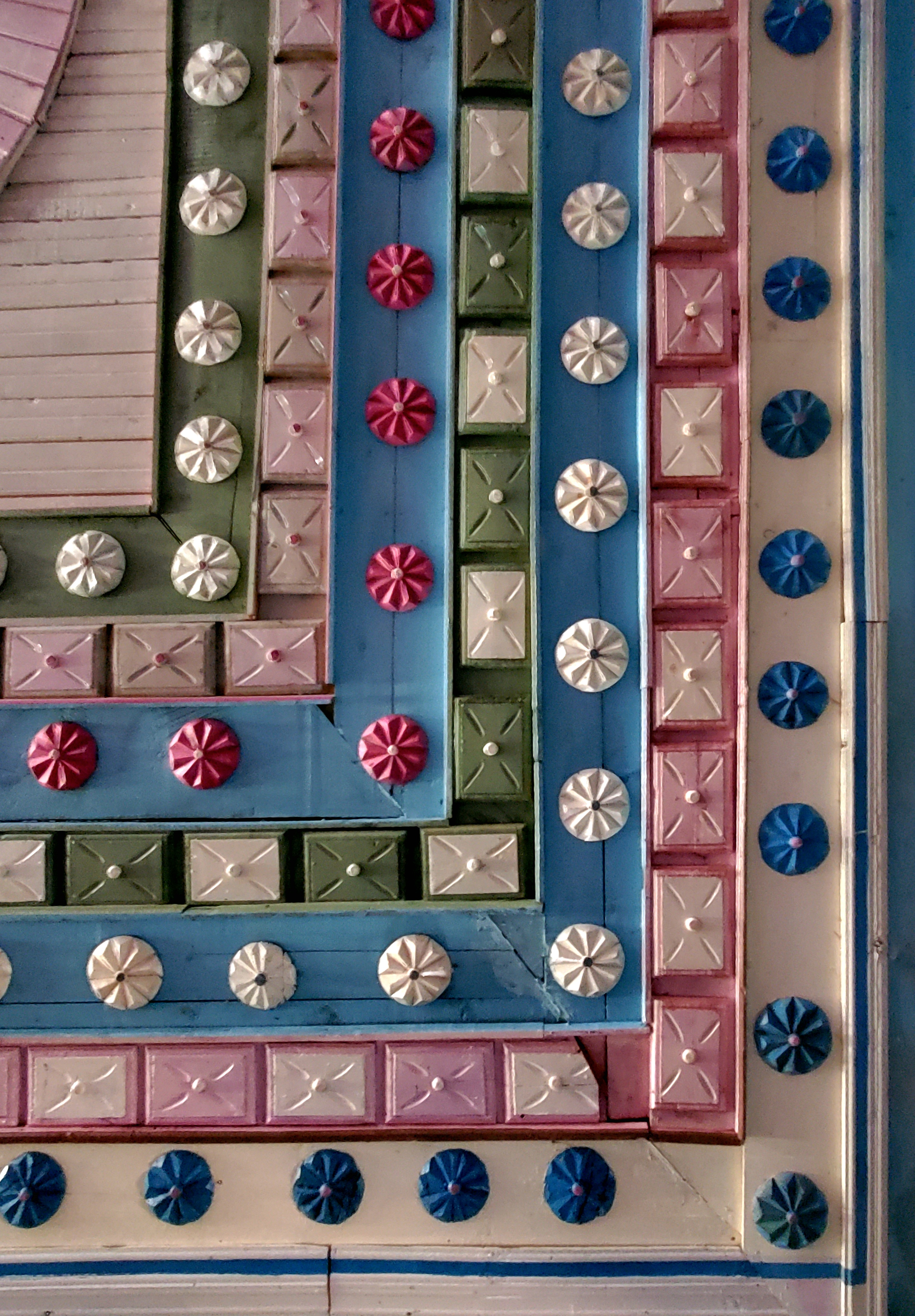
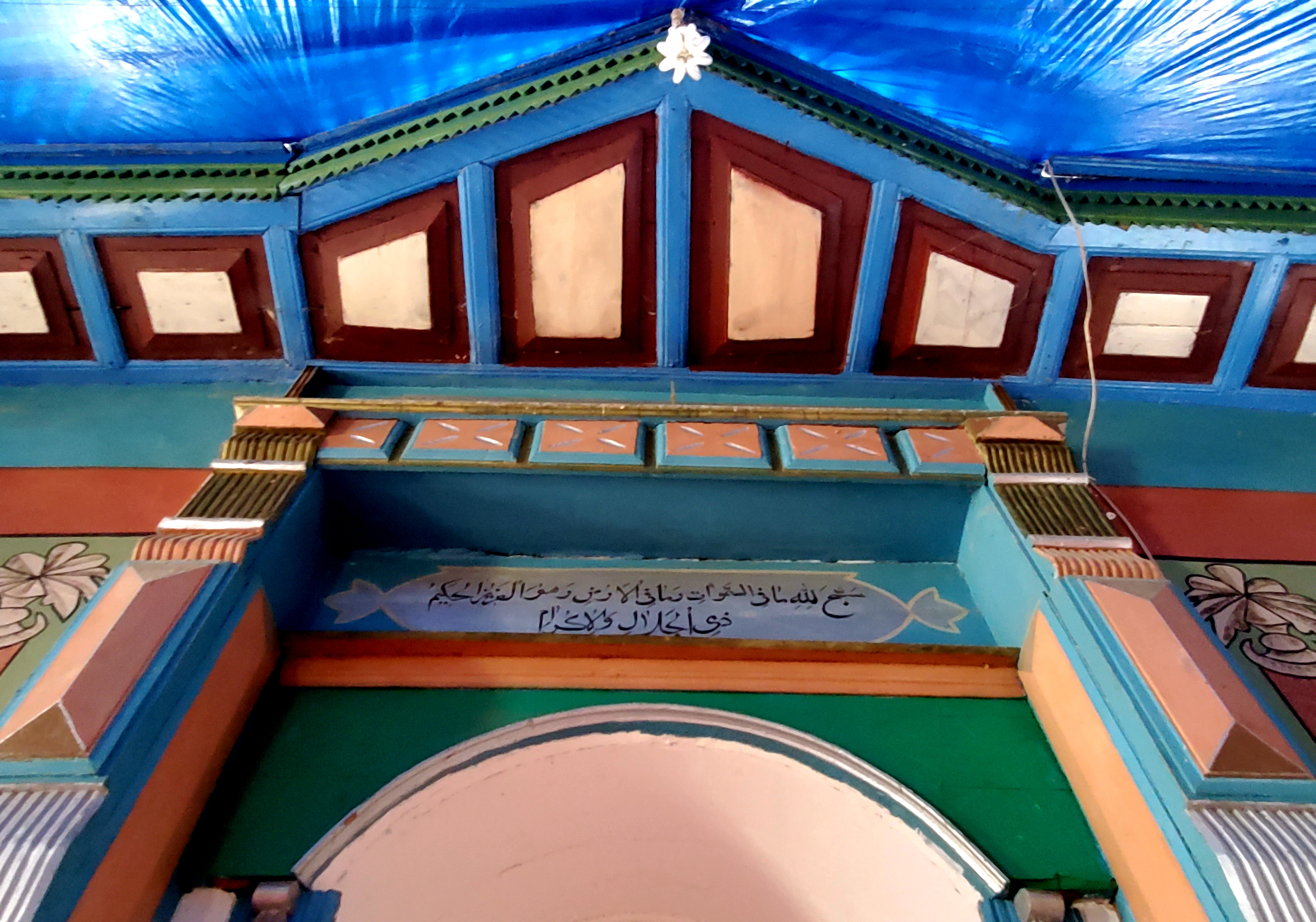
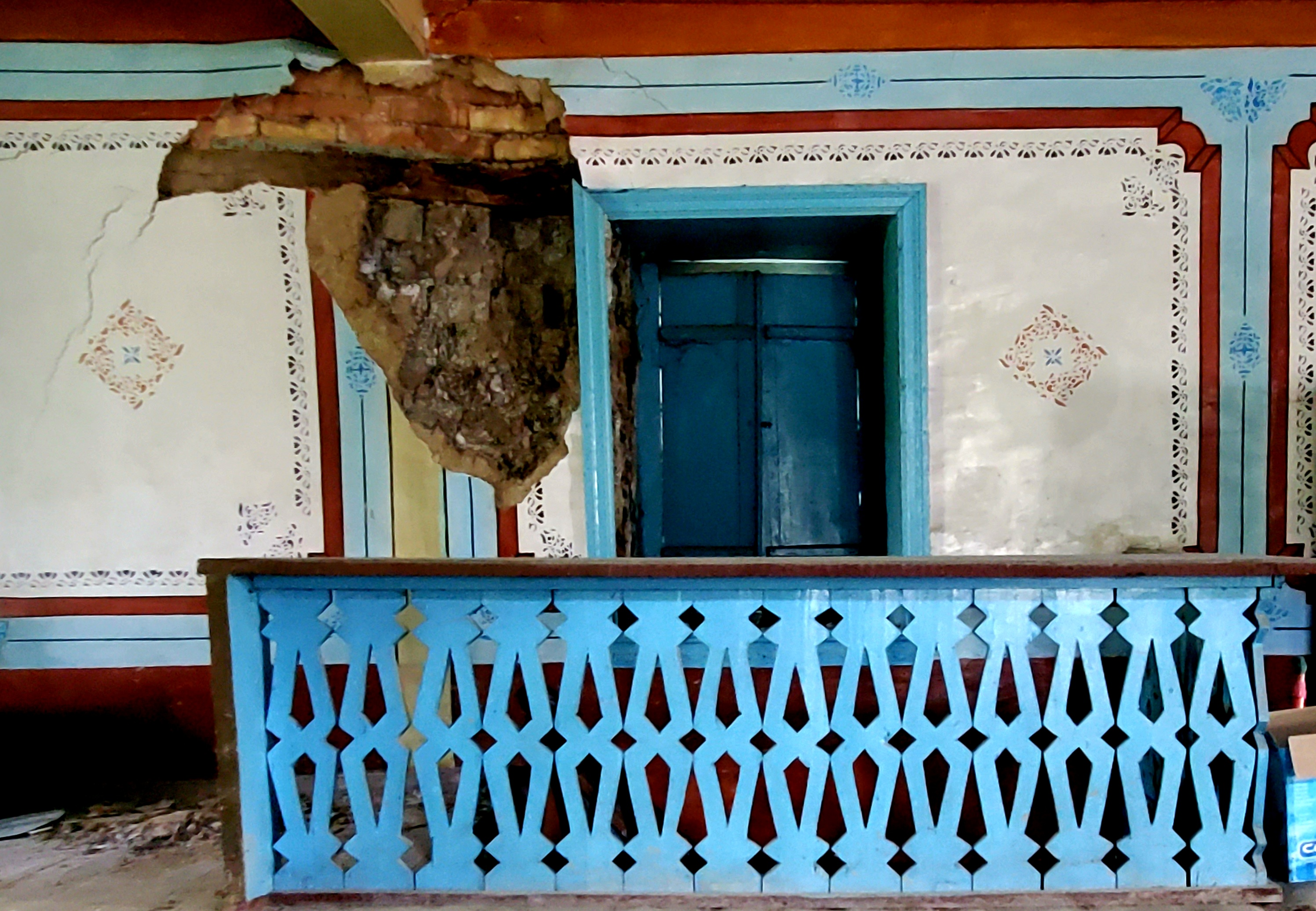
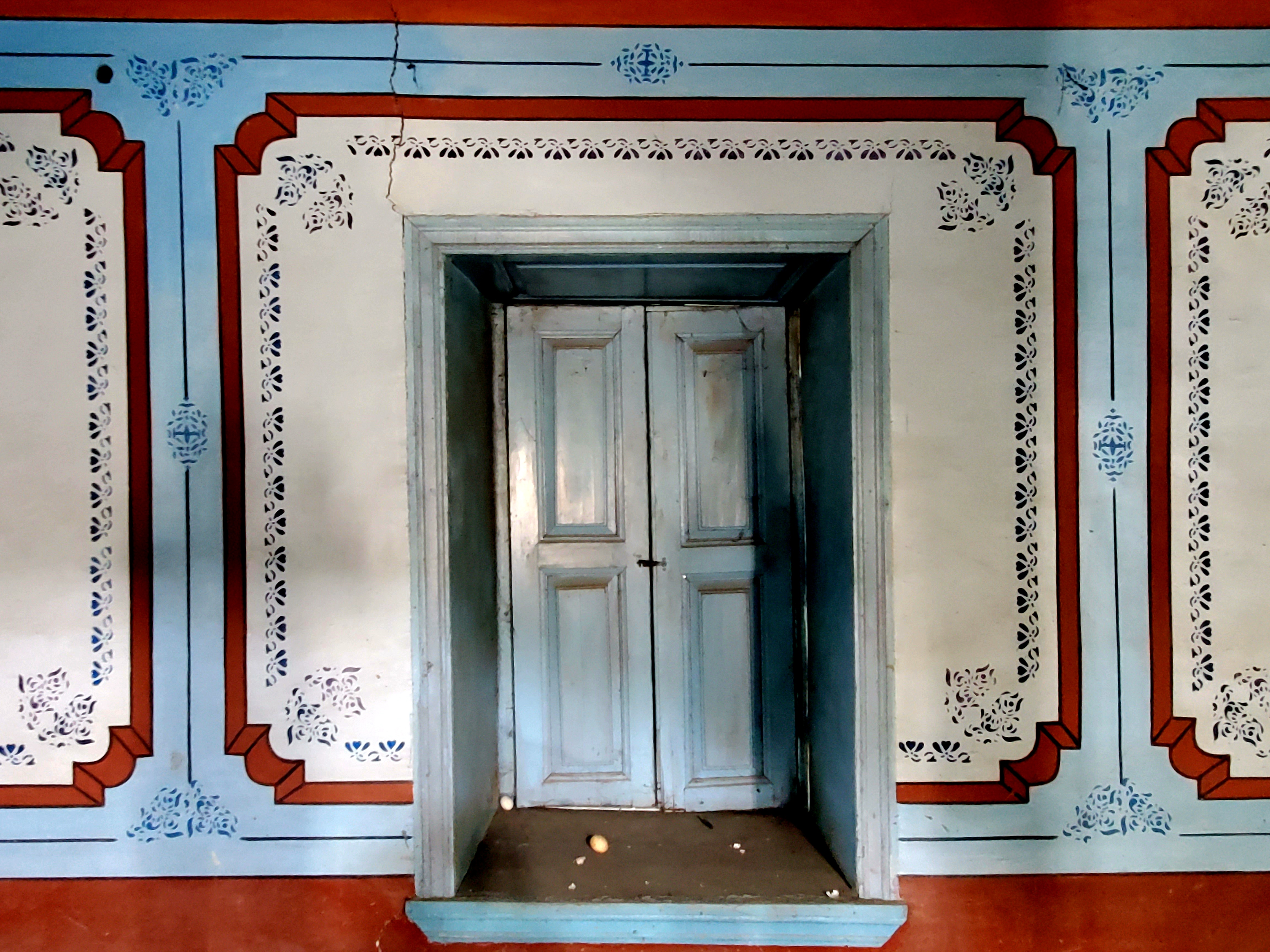